# Amphitrite brunnea
Amphitrite brunnea är en ringmaskart som först beskrevs av William Stimpson 1854.  Amphitrite brunnea ingår i släktet Amphitrite och familjen Terebellidae. Inga underarter finns listade i Catalogue of Life.